# Ото Кан
Ото Кан (на немски: Otto Hermann Kahn) е немски банкер, филантроп и колекционер. Роден е в Манхайм, Германия. През 1888 година е изпратен в Лондонския офис на Дойче банк да работи за тях. Става британски гражданин. През 1893 година получава предложение за работа от Ню Йорк и остава там до края на живота си. През 1917 година се отказва от британското си гражданство и получава американско.
През 1919 година завършва строежа на замъка Охека (името е съставено от инициалите на неговото име Ото Херман Кан).